# Крейча, Отомар
Отомар Крейча (чеш.  Otomar Krejča, 23 ноября 1921, Скрышов, Край Высочина, — 6 ноября 2009, Прага) — чешский актёр театра и кино, театральный режиссёр, легенда национального театра.

## Биография
Отомар Крейча решил посвятить себя сцене под воздействием спектаклей выдающегося режиссёра Эмиля Франтишека Буриана. Сценическую деятельность в качестве актёра начинал в Моравском национальном театре драмы и оперетты Р. Надчеры. В 1940 на базе
труппы Надчеры был создан Горацкий театр, на сцене которого Крейча дебютировал в
роли Креонта «Антигоне» Софокла.
C 1942 года Крейча служил в театре г. Кладно, затем в Независимом театре в Праге. После освобождения Чехословакии в 1945 году выступал на сцене театра «Д-34», где сыграл, в частности, Сирано де Бержерака в пьесе Э. Ростана и Прометея в трагедии Эсхила.
В 1946—1951 годах Крейча был актёром Театра Чехословацкой армии, где сыграл, в частности, Самозванца в «Борисе Годунове» и шекспировского Макбета. Здесь же он дебютировал в качестве режиссёра, поставив пьесу А. М. Горького «Фальшивая монета». С 1951 года Крейча был актёром и режиссёром, а с 1956 года — главным режиссёром Национального театра в Праге. Среди ролей, сыгранных на этой сцене, — Дон Жуан в одноименной пьесе Мольера и Фёдор Протасов в «Живом трупе» Льва Толстого; среди поставленных спектаклей — «Чудак» Н. Хикмета и «Владельцы ключей» М. Кундеры. Сыграл несколько киноролей («Ян Гус» (1954), «Ян Жижка» (1955), «Человек первого века», 1962).
В 1965 году Крейча покинул Национальный театр и стал одним из основателей театра «Za Branou» (За воротами). Наряду с драмами У. Шекспира, А. де Мюссе, А. П. Чехова, Шницлера, ставил пьесы Франтишека Грубина, Йозефа Тополя, Вацлава Гавела, Милана Кундеры. После 1968 года, когда подписал петицию «Две тысячи слов», подвергся резкой идеологической критике, был отстранен от руководства театром, в 1972 году был закрыт и сам театр. Под давлением мирового общественного мнения власти выпустили Крейчу за рубеж, он ставил спектакли в Австрии, Италии, Бельгии, Франции, ФРГ, Финляндии, Швеции. Вернулся на родину после бархатной революции. Вновь открыл театр «За воротами», в котором работал до конца жизни.

## Режиссёрская деятельность
Помимо названных авторов, ставил «Фауста» Гёте, «Бесов» Ф. М. Достоевского, драмы Софокла, А. Стриндберга, Гофмансталя, Л. Пиранделло, С. Беккета, Томаса Бернхарда. С особым вниманием относился к творчеству Чехова.

## Признание
Премия Пиранделло (1978). Кавалер Ордена искусств и литературы (1978). Медаль правительства Чехии За заслуги (1998). Премия Станиславского (1999) и многие другие награды. Почетный доктор Академии музыкального искусства в Праге (2002).
Постановки Крейчи повлияли на режиссёрское творчество А. Эфроса, О. Ефремова.